# Shoot wrestling
Shoot wrestling (シュートレスリング Shūto Resuringu?) es la denominación de un sistema de combate híbrido originario de la lucha libre profesional japonesa o puroresu, aplicada tanto a su uso en la lucha libre como en las artes marciales mixtas (MMA). Desarrollado a través de la promoción Universal Wrestling Federation y sus compañías descendientes, el shoot wrestling nació a consecuencia de que los luchadores profesionales, deseosos de imprimir realismo y credibilidad a sus combates, comenzasen a aplicar movimientos y golpes de artes marciales en un contexto que simularía una lucha real, la cual con el tiempo evolucionó en tal, dando como resultado las primeras compañías de MMA del mundo en la forma de Shooto, Pancrase y RINGS, entre otras.
Este arte es descendiente directo del antiguo arte inglés del catch wrestling, con el que es a veces semánticamente confundido. Sin embargo, también incorpora hondas influencias del sambo, el judo y el muay thai, junto con otras disciplinas menores pero no por ello menos influyentes. Además de su influencia en las MMA y la lucha libre, el shoot wrestling ha dado a luz a variantes deportivas como el shootboxing y el shootfighting.

## Historia
Los orígenes históricos del shoot wrestling pueden rastrearse hasta el estilo de lucha de sumisión inglesa conocido como catch wrestling, el cual en otros círculos fue también el origen de la lucha libre profesional. En la década de 1940, un luchador profesional belga llamado Karl Gotch comenzó su carrera entrenando en el famoso gimnasio Snake Pit de Wigan, Gran Mánchester, que era dirigido por la leyenda del catch Billy Riley. Posteriormente, tras competir en Estados Unidos una temporada, Gotch se desplazó a la India, donde aprendió el arte del pelhwani y los sistemas de condicionamiento físico hindúes. Este trasfondo otorgó a Gotch los conocimientos de grappling que le harían famoso a lo largo de su carrera, especialmente en Japón, donde empezó a luchar poco después.
En los albores de la compañía japonesa Japan Pro Wrestling, Gotch enseñó los secretos del catch a quien se convertiría en una figura icónica en Japón, Antonio Inoki. Cuando Inoki se separó de la promoción y formó New Japan Pro Wrestling, Gotch fue requerido como entrenador de su dojo, y en él, el belga contribuyó a entrenar a una nueva generación de luchadores: Yoshiaki Fujiwara, Osamu Kido, Satoru Sayama y Masami Soranaka, entre otros. Fue en estos momentos en que la mezcla de estilos que definiría el shoot wrestling en el futuro comenzó a fraguarse, pues la mayoría de estos aprendices eran ya duchos en varias artes marciales, entre las que se hallaban judo, karate, kickboxing, sambo y lucha amateur. Inoki comenzó a celebrar combates en el ring en las que se enfrentó a otros artistas marciales para exhibir el estilo propio de la NJPW, que recibía ya el nombre de strong-style (ストロングスタイル Sutorongu Sutairu?), en referencia a que sus miembros eran presumidos de ser los mejores artistas marciales del mundo a pesar de la naturaleza coreografiada de la lucha libre. Estas luchas creadas por Inoki eran llamados ishu kakutōgi sen (異種格闘技戦 Ishu Kakutogi Sen?) o diferent style matches, y si bien la mayoría eran contiendas predeterminadas (con notables excepciones), constituyeron el germen de las primitivas artes marciales mixtas de estilo contra estilo.
Más tarde, un nuevo movimiento surgió entre los aprendices tardíos de Gotch, que habían recibido una influencia marcial todavía más fuerte de manos de Gotch y su aprendiz jefe Fujiwara. Debido a malas situaciones políticas y económicas de New Japan, este grupo abandonó la promoción para formar Universal Wrestling Federation, y en ella nació lo que se denominó shoot-style (シュートスタイル Shūto Sutairu?), una visión que suponía un paso más en el camino hacia la lucha real y se basaba en el uso de golpes completamente reales y sumisiones prácticas y eficaces, siempre buscando el máximo realismo en sus combates como si de luchas legítimas se tratara. La empresa diseminó en el mundo de las artes marciales la afirmación de que el shoot-style era superior a todas las demás, y cada vez que artistas marciales tradicionales llegaban al gimnasio de UWF a aceptar el reto, sus miembros se enfrentaban a ellos en peleas a puertas cerradas y les sometían en cada ocasión. Sin embargo, la UWF fue una organización de estructura inestable debido a desacuerdos entre sus miembros, y después de sobrevivir a dos encarnaciones, cerró definitivamente, lo que hizo que el shoot wrestling tomara múltiples direcciones o variantes en las subsecuentes empresas que se crearon.

## Ramificaciones
Después de la era de la UWF, el shoot wrestling se diversificó en varias vías, tanto hacia la lucha libre profesional como hacia las artes marciales mixtas.
- Satoru Sayama fundó Shooto, empresa que producía luchas reales bajo las reglas del shoot. Es considerada la compañía de MMA más antigua del mundo, y todavía se encuentra en actividad.
- Yoshiaki Fujiwara fundó Pro Wrestling Fujiwara Gumi, que constituía una vuelta a la lucha libre profesional. No duró mucho, y cuando cerró, sus miembros tomaron otros caminos.
  - Los estudiantes de Fujiwara, Masakatsu Funaki y Minoru Suzuki, fundaron Pancrase, en la que también tenían lugar combates de MMA con sus propias reglas. Fue más conocida que Shooto, y es tenida como uno de los ejemplos más destacados del shoot. Sigue existiendo, pero su normativa ha cambiado más hacia las MMA tradicionales.
  - Otro aprendiz de Fujiwara, Bart Vale, se desplazó a Estados Unidos para formar allí un deporte de combate basado en el shoot, llamado shootfighting.
  - Yuki Ishikawa, uno de los principales luchadores de Fujiwara Gumi, fundó BattlARTS, una compañía de lucha libre profesional que integraba el shoot con el puroresu tradicional, creando un estilo llamado "Bati Bati". Tras un período de inactividad y una reactivación, cerró finalmente en 2011.
    - Un miembro de BattlARTS, Daisuke Ikeda, fundó la compañía de lucha libre Futen tras el primer cierre de BattlARTS. Celebra programas esporádicamente.
- Caesar Takeshi fundó un deporte de combate que combina shoot con kickboxing, llamado shootboxing. Es practicado hoy en día sobre todo en Japón.
- Nobuhiko Takada fundó una empresa de lucha libre profesional con los principios del shoot, Union of Wrestling Forces International, que se mantuvo boyante durante años. Su cierre dio lugar a PRIDE Fighting Championships, la empresa de MMA más grande del mundo durante su época de actividad.
- Akira Maeda fundó una empresa de lucha libre profesional, Fighting Network RINGS, que con el tiempo perdió la coreografía y se convirtió en MMA. Estaba dividida en varias sucursales en Japón y varios países de Europa. La sede japonesa, la más conocida, cerró en 2002, pero su nombre fue revivido por Maeda en 2013 con ayuda de otro proyecto de MMA fundado por él, The Outsider.
  - Koki Hioki, antiguo miembro de RINGS, creó otra empresa cuando ésta cerró, ZST, que se distingue por la creatividad de sus reglas y por su influencia del sambo.
  - Kiyoshi Tamura, otro antiguo luchador de RINGS, creó la compañía U-STYLE. Se dedica principalmente a la lucha libre, pero posee una división de MMA llamada U-FILE.